# El Cid, Mexiko
El Cid är en ort i Mexiko.   Den ligger i kommunen Tizayuca och delstaten Hidalgo, i den sydöstra delen av landet, 50 km norr om huvudstaden Mexico City. El Cid ligger 2 329 meter över havet och antalet invånare är 2 578.
Terrängen runt El Cid är huvudsakligen platt, men söderut är den kuperad. Terrängen runt El Cid sluttar västerut. Runt El Cid är det ganska tätbefolkat, med 134 invånare per kvadratkilometer. Närmaste större samhälle är Don Antonio, 1,1 km nordväst om El Cid. Trakten runt El Cid består i huvudsak av gräsmarker.